# Omphalotus illudens
Espèce
Omphalotus illudens, le Faux Clitocybe lumineux ou Clitocybe illusoire, est une espèce de champignons de la famille des Omphalotaceae, dans l’ordre des Boletales. Ce champignon très toxique causant de graves troubles gastro-intestinaux a la particularité d'être bioluminescent, capacité nommée Foxfire chez les champignons. 

## Dénominations
Outre le nom normalisé « Faux Clytocybe lumineux », cette espèce a reçu plusieurs noms vernaculaires et vulgarisés comme  « Clytocybe trompeur », « Clytocybe illusoire », « Clytocybe de l'Olivier » et encore , « Pleurote de l'Olivier » ; ce dernier nom désignant préférentiellement sa consœur Omphalotus olearius.

## Description

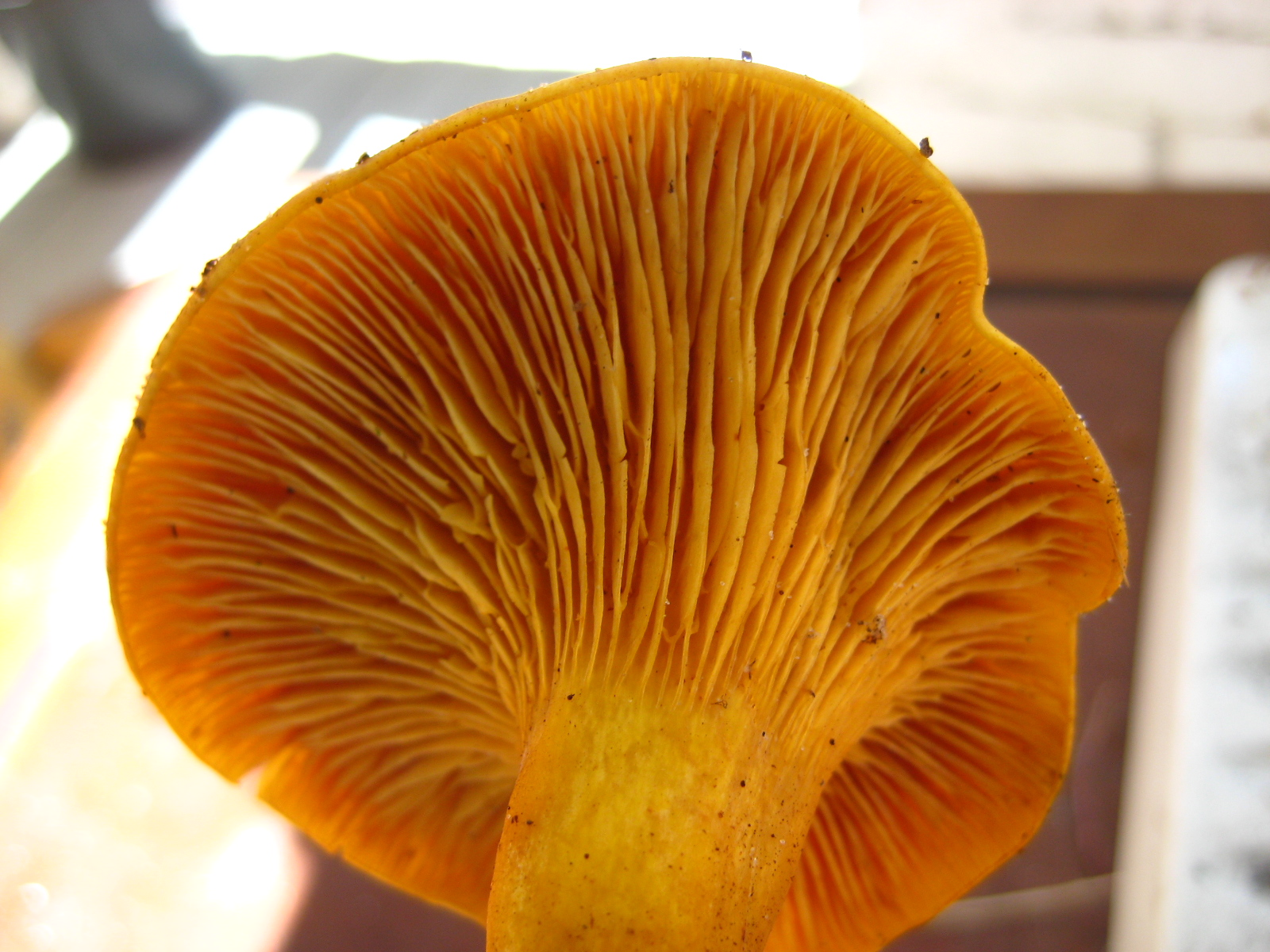
Omphalotus illudens, lamelles non fourchues

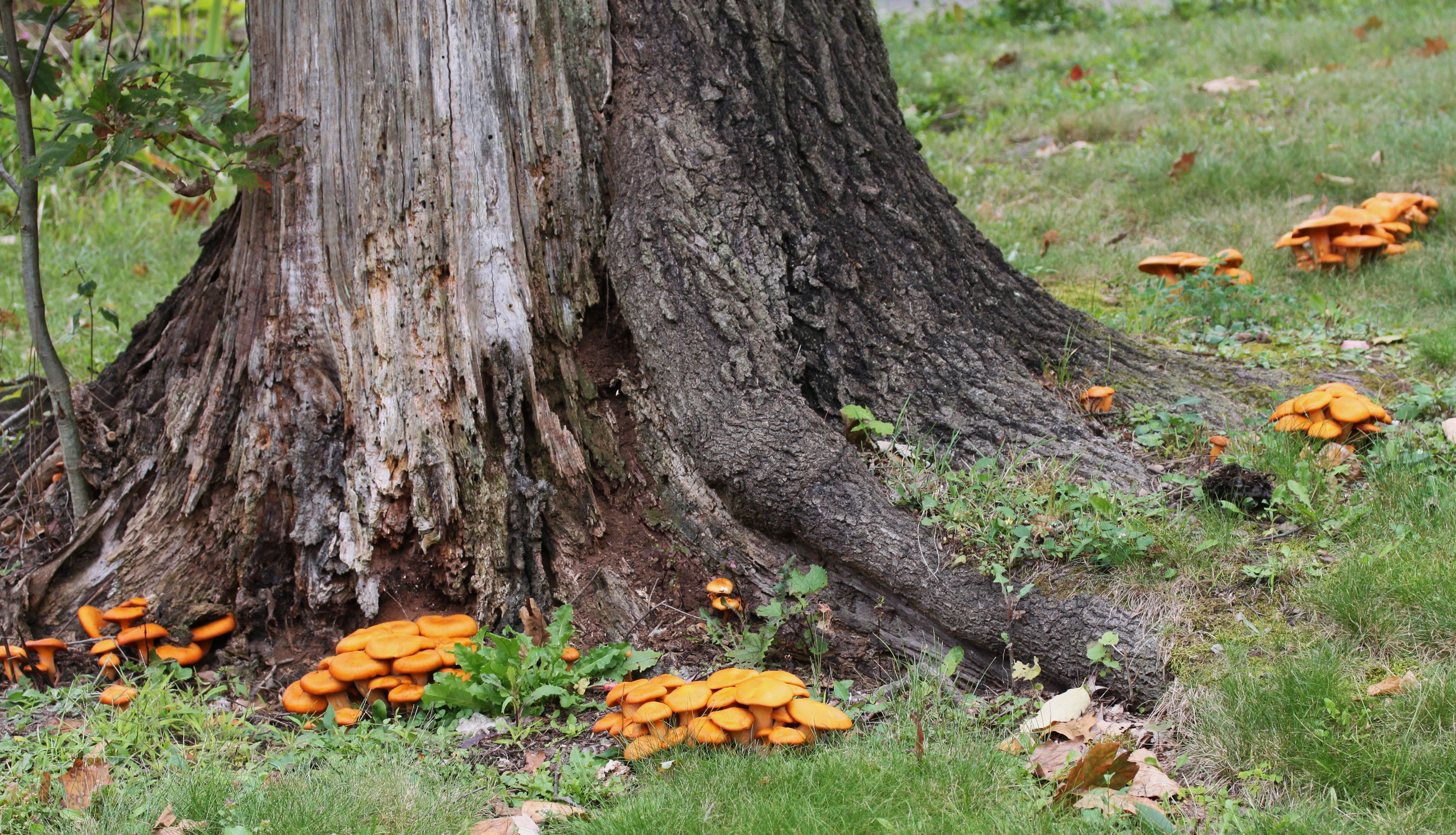
Omphalotus illudens en touffes à proximité d'un arbre mort

Le sporophore d'Omphalotus illudens présente un chapeau petit à grand de 4 à 15 cm de diamètre voire 20 cm pour les plus grands, se creusant rapidement en un entonnoir lisse de couleur orangé vif à roussâtre. Ses lamelles sont décurrentes, denses et de couleur jaune devenant orangé. Le pied fibreux, de la même couleur que les lamelles, est souvent décentré. Il mesure de 5 à 12 cm de long pour 1 à 2 cm de large. La chair de couleur similaire est douce et agréable.
C'est un champignon lignicole et cespiteux, c'est-à-dire qu'il pousse en touffe sur le bois en décomposition, majoritairement sous les feuillus (chênes, oliviers, hêtres...) et parfois sur les résineux. Il peut plus rarement pousser de façon isolée.
Pour un article plus général, voir Intoxication aux champignons.
Ce champignon très toxique est souvent confondu avec la fausse Girolle, comestible, jamais en touffe, à lamelles plusieurs fois fourchues et facile à séparer de la chair du chapeau ainsi qu'avec la Girolle, comestible réputé, jamais en touffe, présentant des plis fourchus à la place des lamelles.

## Bioluminescence
Le phénomène de bioluminescence s'observe parfois chez ce Foxfire. Il est possible qu'il soit à l'origine de certains feux follets, comme le suggère son nom vernaculaire de « champignon feu follet ».

## Synonymes
Cette espèce a pour synonymes : 
- Agaricus illudens Schwein., 1822[5],[6]
- Panus illudens (Schwein.) Fr., 1851[5],[6]
- Clitocybe illudens (Schwein.) Sacc., 1887[5],[6]
- Lentinus illudens (Schwein.) Henn., in Engler & Prantl, 1898[5],[6]
- Pocillaria illudens (Schwein.) Kuntze, 1898[5],[6]
- Monodelphus illudens (Schwein.) Earle, 1909[5],[6]
- Omphalotus olearius var. illudens (Schwein.) A. Ortega & Esteve-Rav., in Ortega, Esteve-Raventós, Gómez & Reyes, 2000[5],[6]
- Omphalotus illudens (Schwein.) Bresinsky & Besl[6]